# Spilogona aureifaces
Spilogona aureifaces är en tvåvingeart som beskrevs av Malloch 1931. Spilogona aureifaces ingår i släktet Spilogona och familjen husflugor. Inga underarter finns listade i Catalogue of Life.